# Nils Erdmann
Nils Axel Fredrik Erdmann, född 23 september 1860 i Åker, Södermanland, död 3 maj 1948 i Stockholm, var en svensk författare och kritiker. Han var brorsons son till geologen Axel Erdmann.
Erdmann blev kammarskrivare i Riksgäldskontoret 1884, var revisor 1894–1915 och från 1895 kamrer och sekreterare i Handelsflottans pensionsanstalt. Vid sidan av sin verksamhet som ämbetsman var han flitigt verksam som litterär kritiker, från 1892 som medarbetare i Nya dagligt allehanda, och populär litteratur- och kulturhistoriker. 
Bland hans skrifter märks Modern realism (1882), August Blanche och hans samtid (1892), C. M. Bellman (1895 och 1899), Esaias Tegnér (1896), Erik Gustaf Geijer (1897), Molière (1898), Ur rococons lif (1901, 2:a upplagan 1925), De politiska kannstöparne. En idyll från det borgerliga Stockholm 1788–91 (1904), Gustaf III. De första bladen i hans lifs historia (1907), Svenska Minerva (1915), Aug. Strindberg (2 band, 1920), Hemma och borta på 1700-talet (1925), samt Vid hovet och på adelsgodsen i 1700-talets Sverige (1926).
Nils Erdmann är begravd på Norra begravningsplatsen utanför Stockholm.